# Wilde Mander
Die Wilde Mander (auch Wilde Mannder) sind drei Grattürme  im Alpenhauptkamm der Granatspitzgruppe im Norden Osttirols. Der höchste der Türme ist der Südgipfel mit 2668 m ü. A. hoher Berggipfel im Alpenhauptkamm der Granatspitzgruppe im Norden Osttirols. Nord- und Mittelgipfel wurden erstmals am 4. August 1926 von W. Brandenstein bestiegen, der Südgipfel am 24. Juli 1931 von R. Klose, F. Liederer und K. Medlitsch durch Überschreitung aller drei Gipfel.

## Lage
Die Wilden Mander liegen im nördlichen Zentralbereich der Granatspitzgruppe. Sie befinden sich am Tauernhauptkamm südlich der Landesgrenze zu Salzburg in der Gemeinde Matrei in Osttirol. Ausgehend von der Wilde Manderscharte (2615 m ü. A.), die die Wilden Mander vom nördlich gelegenen Glockenkogel (2828 m ü. A.) trennt, führt der Grat über den Nordgipfel (2650 m ü. A.), den Mittelgipfel (2655 m ü. A.) und den Südgipfel (2668 m ü. A.) zum Breitlahn (2540 m ü. A.). Der Hauptgrat fällt hingegen nach Südsüdosten ins Tal des Landeggbachs ab. Südöstlich und südlich finden sich auf den Abhängen der Wilden Mander die Fluren Haupmeralm und Grubach sowie die Frögealm und der Landeggwald. Östlich liegt das Gstoangotz. Die Abhänge der Wilden Mander werden im Osten und Süden vom Landeggbach, im Westen vom Tauernbach begrenzt. Nächstgelegene Schutzhütten sind die St. Pöltner Hütte im Nordwesten und die Professor Karl-Fürst-Hütte (Unterstandshütte) im Norden, nächstgelegener Talort die Ortschaft Tauer. Nördlich des Gipfels verläuft über die Wilde Manderscharte der St. Pöltner Ostweg am Gipfel vorbei.

## Aufstiegsmöglichkeiten
Der Aufstieg auf die Wilden Mander (Überschreitung) kann aus der Wilde Manderscharte erfolgen, die man über den St. Pöltner Ostweg erreicht. Die Besteigung erfolgt in Kletterei, wobei der Aufstieg zum Nordgipfel (UIAA III+) die höchste Schwierigkeit aufweist. Nach der Besteigung des Mittel- und Südgipfels erfolgt der Abstieg südwestlich über den Breitlahn und später auf einem Steig zur Landeggalm.